# Supercoppa dei Paesi Bassi 2013
La Supercoppa dei Paesi Bassi 2013 (ufficialmente Johan Cruijff Schaal XVIII) è stata la ventiquattresima edizione della Johan Cruijff Schaal.
Si è svolta il 27 luglio 2013 all'Amsterdam ArenA tra l'AZ Alkmaar, vincitore della KNVB beker 2012-2013, e l'Ajax, vincitore della Eredivisie.
La vittoria del trofeo è andata all'Ajax, che ha sconfitto in rimonta per 3-2 dopo i tempi supplementari l'AZ Alkmaar grazie all'autogol di Jeffrey Gouweleeuw e alle reti di Kolbeinn Sigþórsson e Siem de Jong. Per i biancorossi, invece, timbrano il cartellino Jóhann Berg Guðmundsson e Aron Jóhannsson.

## Partecipanti
| Squadre    | Qualificazione                       | Partecipazioni precedenti (il grassetto indica la vittoria)                             |
| ---------- | ------------------------------------ | --------------------------------------------------------------------------------------- |
| Ajax       | Vincitore della Eredivisie 2012-2013 | 14 (1993, 1994, 1995, 1996, 1998, 1999, 2002, 2004, 2005, 2006, 2007, 2010, 2011, 2012) |
| AZ Alkmaar | Vincitore della KNVB beker 2012-2013 | 1 (2009)                                                                                |

## Tabellino
| Arbitro: | Liesveld |

|                                |           |                                                   |
| Guðmundsson 51’ Jóhannsson 67’ | Marcatori | 69’ (aut.) Gouweleeuw 75’ Sigþórsson 103’ de Jong |

| AZ Alkmaar | Ajax |

### Formazioni
| AZ Alkmaar:     |    |                         |     |
|                 |    |                         |     |
| P               | 1  | Esteban Alvarado        |     |
| D               | 2  | Mattias Johansson       |     |
| D               | 4  | Nick Viergever (c)      |     |
| D               | 24 | Jeffrey Gouweleeuw      |     |
| D               | 29 | Jan Wuytens             |     |
| C               | 12 | Viktor Elm              | 81’ |
| C               | 19 | Markus Henriksen        |     |
| C               | 27 | Nemanja Gudelj          |     |
| A               | 7  | Jóhann Berg Guðmundsson | 98’ |
| A               | 20 | Aron Jóhannsson         |     |
| A               | 23 | Roy Beerens             | 84’ |
| A disposizione: |    |                         |     |
| P               | 16 | Yves De Winter          |     |
| D               | 5  | Donny Gorter            |     |
| D               | 28 | Thomas Lam              |     |
| C               | 10 | Willie Overtoom         | 81’ |
| C               | 11 | Maarten Martens         | 98’ |
| C               | 26 | Celso Ortiz             |     |
| A               | 40 | Fernando Lewis          | 84’ |
| Allenatore:     |    |                         |     |
| Gertjan Verbeek |    |                         |     |

| Ajax:           |    |                     |      |
|                 |    |                     |      |
| P               | 1  | Kenneth Vermeer     |      |
| D               | 2  | Ricardo van Rhijn   | 90’  |
| D               | 3  | Toby Alderweireld   |      |
| D               | 4  | Niklas Moisander    |      |
| D               | 17 | Daley Blind         | 105’ |
| C               | 8  | Christian Eriksen   |      |
| C               | 10 | Siem de Jong (c)    |      |
| C               | 20 | Lasse Schøne        |      |
| A               | 7  | Viktor Fischer      |      |
| A               | 9  | Kolbeinn Sigþórsson |      |
| A               | 11 | Bojan Krkić         | 64’  |
| A disposizione: |    |                     |      |
| P               | 22 | Jasper Cillessen    |      |
| D               | 12 | Joël Veltman        | 90’  |
| D               | 15 | Nicolai Boilesen    | 105’ |
| C               | 25 | Thulani Serero      |      |
| A               | 16 | Lucas Andersen      | 64’  |
| A               | 23 | Danny Hoesen        |      |
| Allenatore:     |    |                     |      |
| Frank de Boer   |    |                     |      |